# Gabrio Casati
Pour les articles homonymes, voir Casati.
Gabrio Casati (né à Milan le 2 août 1798 et mort à Milan le 16 novembre 1873) est un homme politique italien.

## Biographie

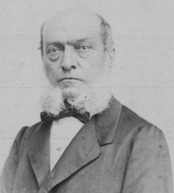
Gabrio Casati

Gabrio Casati est maire de Milan lors des 5 journées de Milan en 1848  (il y jouera un rôle important), avant de devenir président du conseil du royaume de Sardaigne du  27 juillet au 15 août 1848 et du 21 mars 1867 au 2 novembre 1870.
Il est aussi ministre de l'instruction publique pendant quelques mois de 1859 à 1860; à ce poste, il promeut une loi de réforme scolaire qui porte son nom, la loi Casati adopté par la suite dans tout le royaume d'Italie sous le gouvernement de la droite historique.
Ses restes reposent dans le mausolée Casati dans le cimetière de Muggiò (Milan).